# La Atalaya (Cubel)
La Atalaya o castillo de Cubel fue una fortaleza ubicada en el municipio español de Cubel, en la provincia de Zaragoza.

## Descripción
Se trata de uno de los castillos a mayor altitud de toda la provincia de Zaragoza, superando los 1.100 m s. n. m., lo que le permite tener una visión extraordinaria de la frontera con Castilla. En la actualidad tan solo queda el perímetro de la fortaleza y un pequeño muro de donde arranca la gran torre rectangular denominada La Atalaya, desde donde se puede divisar el castillo de Pardos, y que en la actualidad hace las funciones de torre campanario de la Iglesia de Nuestra Señora de la Asunción.
Está construido en sillería y parece corresponder a obra del siglo XIII.